# Abundismus

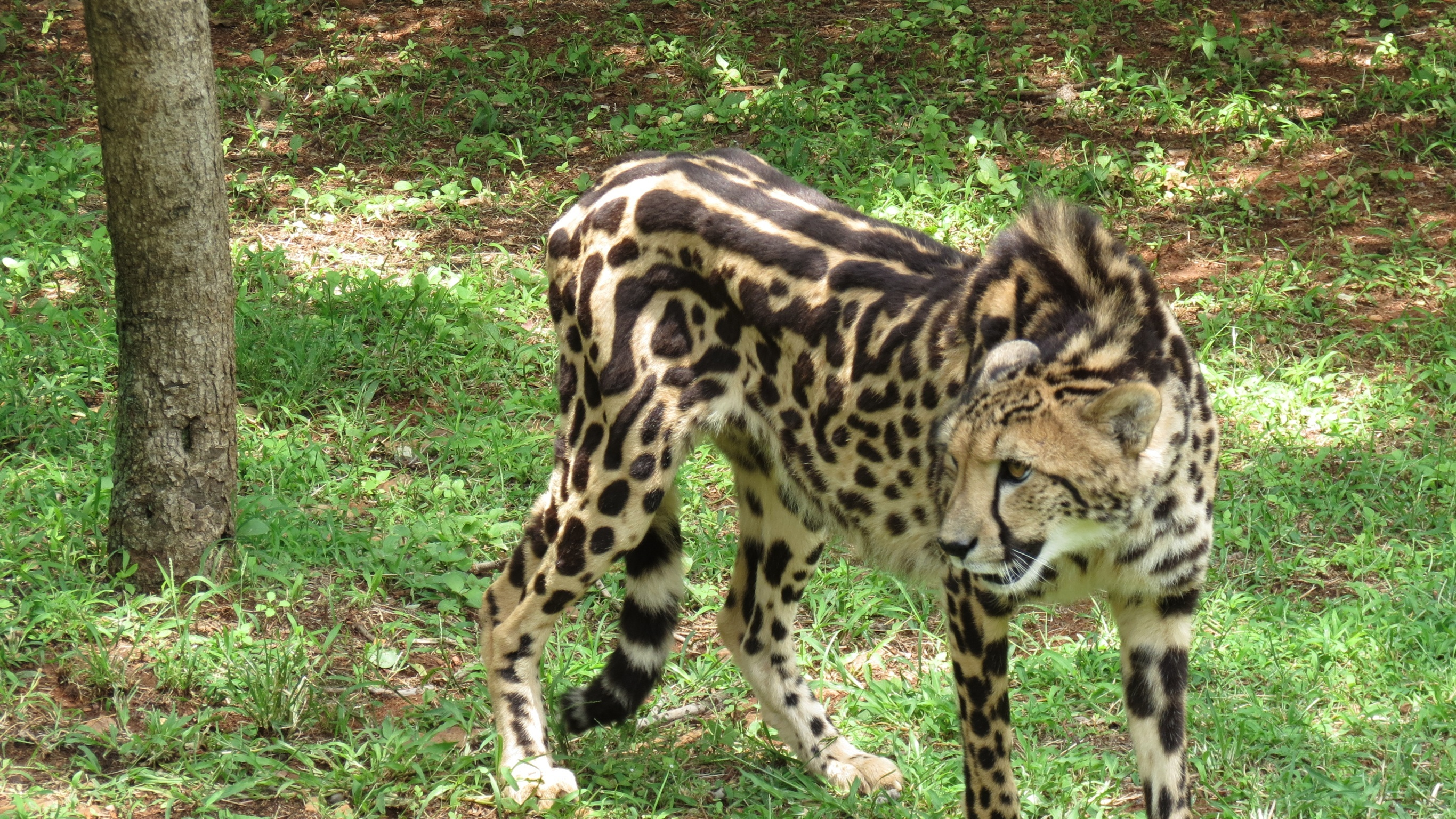
Abundický gepard, tzv. gepard královský

Abundismus (z latinského abundus = nadbytečný, hojný) je název pro barevnou odchylku některých zvířat, která mají v obvyklém stavu kombinaci černé a světlejší barvy. Je to jakýsi předstupeň melanismu, resp. jeho neúplná forma, proto se mu někdy také říká pseudomelanismus. Jedná se o zmnožení černé kresby, která následně vytváří neobvyklé tvary. Vyskytuje se především u kočkovitých šelem jako je gepard (tzv. gepard královský), tygr či levhart. Byl zaznamenán také u zeber.